# Chiesa di San Tommaso in Ponte
La chiesa di San Tommaso in Ponte (o delle Convertite) si trova in via San Tommaso a Pisa.

## Storia e descrizione
La chiesa è documentata con un annesso ospedale dal 1160. Fu restaurata nel 1610 per volere di Cristina di Lorena che destinò il convento all'accoglienza delle prostitute convertite, da cui il secondo appellativo con cui è conosciuta.
È l'unica chiesa alfea ad aver mantenuto nel nome il toponimo del quartiere medievale di Ponte, il più antico della città.
Fu ristrutturata di nuovo nel 1756-1758 da Camillo Marracci su progetto di Ignazio Pellegrini cui si devono l'attuale elegante facciata e il campanile (demolito nel XIX secolo).
Sui lati e nella porzione inferiore della facciata è possibile individuare alcune tracce della struttura originale in pietra. Sulla volta a botte della chiesa sono visibili le insegne di Cristina di Lorena, realizzate nel XVIII secolo.